# 庆原路
庆原路，金朝皇统二年（1142年）合宋泾原、环庆二路置，治庆阳府（今甘肃庆阳市）。辖境约相当今甘肃省环县、镇原、泾川等县以东，陕、甘边界以西，陕西省永寿、淳化等县以北的泾河中游及环江流域，元朝废。 

## 长官
金朝
关于金朝的庆原路兵马都总管兼庆阳尹，参见庆阳府